# Годунов, Григорий Васильевич
Годуно́в Григо́рий Васи́льевич (в крещении Харито́н, в постриге Христофор, сконч. 30 декабря 1598 года) — боярин на службе у царей Ивана Грозного, Федора Ивановича, двоюродный внук Василия Григорьевича Годунова.

## Биография

### Служба Ивану Грозному
В 1563 году первое упоминание в летописях, когда он выполняя «жилецкую» службу отвозил грамоту царя Ивана Грозного смоленскому воеводе Михаилу Яковлевичу Морозову. Упоминается он и на грамоте, по которой его троюродный брат Борис Федорович и его мать передавали вотчинные земли в Костромском уезде во владение Ипатьевского монастыря. На этой грамоте от его лица по какой-то причине выступал его родной брат: «Степан Васильевич Годунов в своё место и в брата своего Григория руку приложил». Предполагают, что Григорий Васильевич мог быть не грамотным, во всяком случае до зрелых своих годов, так как подпись на грамотах поставлены от его имени другими родственниками. В 1580 году присутствовал на свадьбе Ивана Грозного.
В 1583 году дворянин при царевиче Фёдоре Ивановиче.

### Служба Фёдору Ивановичу
В мае 1584 года, по воцарении Федора Ивановича, Григорию было пожаловано боярство и он был назначен начальником приказа Большого дворца. Источники характеризуют его как добросовестного, бережливого и внимательного чиновника. В доказательство этого приводится информация Г. Д. Флетчера: при Иване Грозном продажа излишков сборов, который прибывали в Дворцовый Приказ натурой приносило доход в 60.000 рублей ежегодно, а при Федоре Ивановиче этот доход увеличился до 230.000 рублей.
Как глава Приказа Григорий Васильевич присутствовал при многих придворных торжественных церемониях. В 1585 году он присутствовал на приеме литовского посла. В 1589 году Григорий Васильевич подносил вместе с другими высокопоставленными лицами дары новопоставленному патриарху Иову.
В 1594 году он на приеме царем Федором Ивановичем Николая Варкоча, немецкого посла императора Максимилиана, стоял вместе с боярином и конюшим Борисом Федоровичем Годуновым у государева места выше рынд.
Имя Григория Васильевича упомянуто при описании прощального царского обеда, который был дан при отъезде Аврама, буркгграфа Донавского, немецкого императорского посла. Годунов должен был сидеть у ествы, однако из-за болезни его заменял его брат, боярин Иван Васильевич Годунов.

## Черты характера
Летописец передает уважение современников к Григорию Васильевичу за его высокие нравственные качества. В частности он передает известие, что Григорий Васильевич впал в немилость Бориса Годунова из-за того, что сопротивлялся намерениям извести царевича Дмитрия.
Также летописи подчеркивают личное благочестие Годунова. Так, приводится рассказ, когда Григорий Васильевич присутствует при горячей молитве царя Федора Ивановича во время подступа крымского хана Казы-Гирея к стенам Москвы. В документе говорится, что Григорий Васильевич слезно умилился, увидев как царь после молитвы стал равнодушно смотреть в окно на своё сражающееся войско. Царь объяснил своё поведение, по выражению летописца пророческими словами: «завтра не будет хана!».
А Григория Васильевича стали считать набожным и верным, раз он удостоился присутствовать при тайной молитве царя и передать свидетельство царской прозорливости.
Как и другие родственники Годуновы, Григорий Васильевич почитал родовую обитель — Ипатьевский монастырь. Однако он также жертвовал в другие храмы и монастыри. В описи 1701 года Московского Успенского собора значится вклад Григория Васильевича: «Правило святых Апостол и святых отец».

## Смерть
Накануне смерти Годунов принял постриг с именем Христофор, скорее всего в Псково-Печерском монастыре, хотя был погребен в Костроме, в Ипатьевском монастыре, в родовой усыпальнице Годуновых, рядом с отцом, против алтаря Рождественского собора.
Есть свидетельство русского хронографа о том, что Григорий Васильевич был отравлен с ведома Бориса Годунова, причиной этого было, по словам летописца:

 зане же много возбраняше ему и понося в таком начинании его, яко начинаше выше меры своея, той бо и царя храняше от него крепце.
Источник помянул также и о том, как будто бы это же средство было употреблено через недолгое время после смерти Григория Васильевича и по отношению к царю:

 но прежде незадолго Государевы Царевы смерти почтен бысть смертию, потом же не по мнозе времени его и царь такоже вкуси.
Впрочем исследователь разных изданий русских хронографов А. Попов, говорит, что это сообщение является поздней вставкой, и его нет в первых двух редакциях Хронографа.

## Семья
Сведений о супруге Григория Васильевича Годунова — нет.
- Дочь Анна Григорьевна — замужем за князем Александром Ивановичем Шуйским (ум. 1601), потом за князем Петром Арслановичем Урусовым (ум. 1639)[5].